# Libiny
Libiny (309 m n. m.) je vrch v okrese Náchod Královéhradeckého kraje. Leží asi 3 km západně od města Jaroměř, vrcholem na katastrálním území vsi Semonice a západním svahem na území obce Rožnov.

## Geomorfologické zařazení
Geomorfologicky vrch náleží do celku Východolabská tabule, podcelku Chlumecká tabule a okrsku Velichovecká tabule.